# Haldi (Hiiumaa)
Koordinaten: 58° 48′ N, 22° 28′ O
Haldi ist ein Dorf (estnisch küla) in der Landgemeinde Hiiumaa (bis 2017: Landgemeinde Emmaste). Es liegt auf der zweitgrößten estnischen Insel Hiiumaa (deutsch Dagö).
Haldi hat heute 27 Einwohner (Stand 31. Dezember 2011). Der Ort liegt direkt am Ostseestrand.